# Bettotania
Bettotania is een geslacht van rechtvleugeligen uit de familie veldsprinkhanen (Acrididae). De wetenschappelijke naam van dit geslacht is voor het eerst geldig gepubliceerd in 1933 door Willemse.

## Soorten
Het geslacht Bettotania omvat de volgende soorten:
- Bettotania asymmetrica Ingrisch, 1989
- Bettotania cinctifemur Miller, 1935
- Bettotania festiva Miller, 1935
- Bettotania flavostriata Willemse, 1963
- Bettotania maculata Willemse, 1933